# Chiesa di San Filastrio Vescovo
La chiesa di San Filastrio Vescovo è un luogo di culto cattolico dalle forme barocche, situato nel piccolo borgo di Tosca, frazione di Varsi, in provincia di Parma e diocesi di Piacenza-Bobbio; è sede di una parrocchia compresa nel vicariato della Val Taro e Val Ceno.

## Storia
Il luogo di culto originario fu costruito in epoca alto-medievale; le più antiche testimonianze della sua esistenza risalgono al IX secolo.
Nel XVIII secolo l'antico edificio, dipendente dalla pieve di Casanova, fu distrutto da una frana; nel 1777 fu costruita una nuova chiesa in forme barocche.
Nel 1821 fu edificata la torre campanaria.
Nel 1983 il tempio fu sottoposto a lavori di consolidamento strutturale, che interessarono anche il campanile; l'anno seguente il luogo di culto fu restaurato negli interni, ove fu anche rifatta la pavimentazione.

## Descrizione

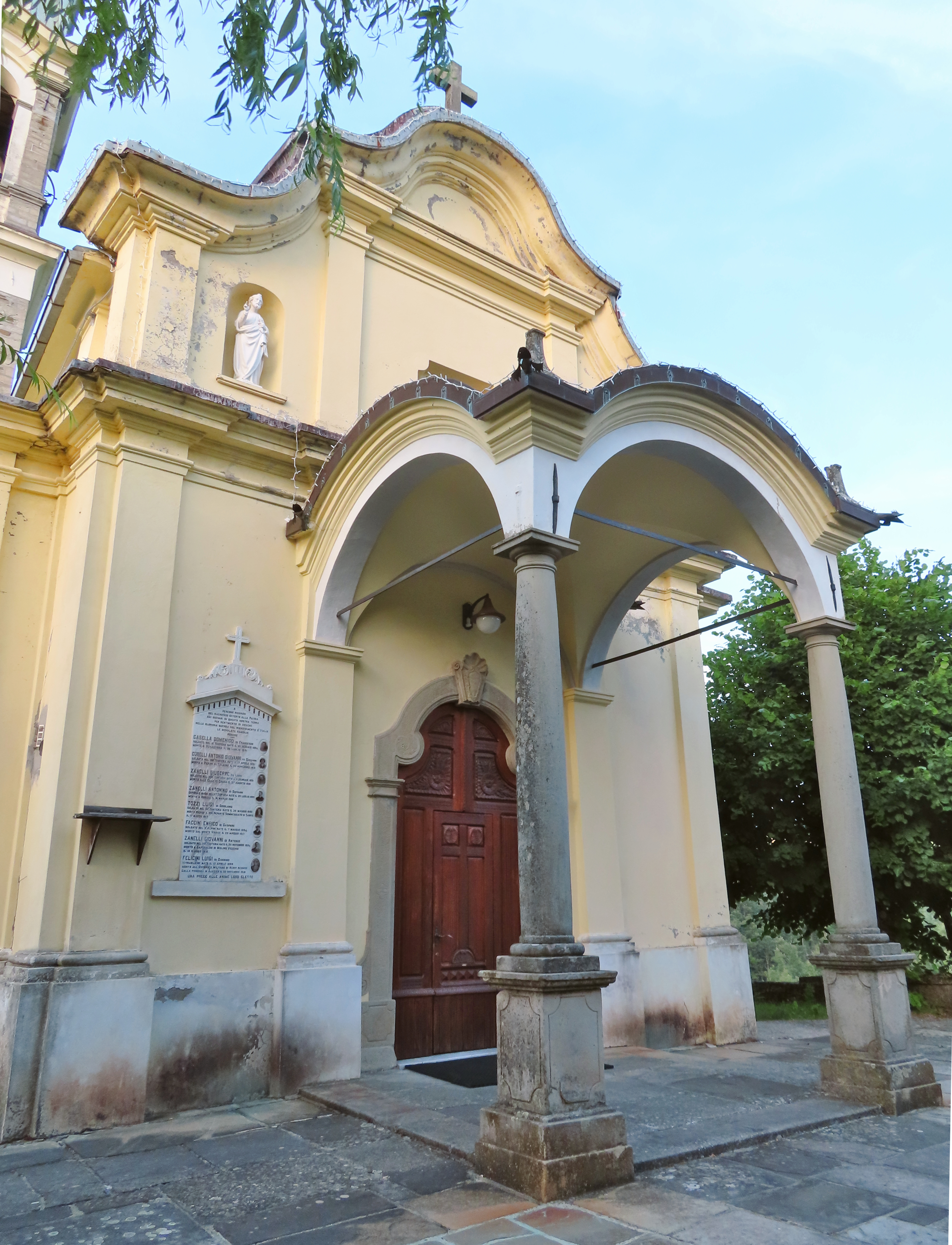
Facciata

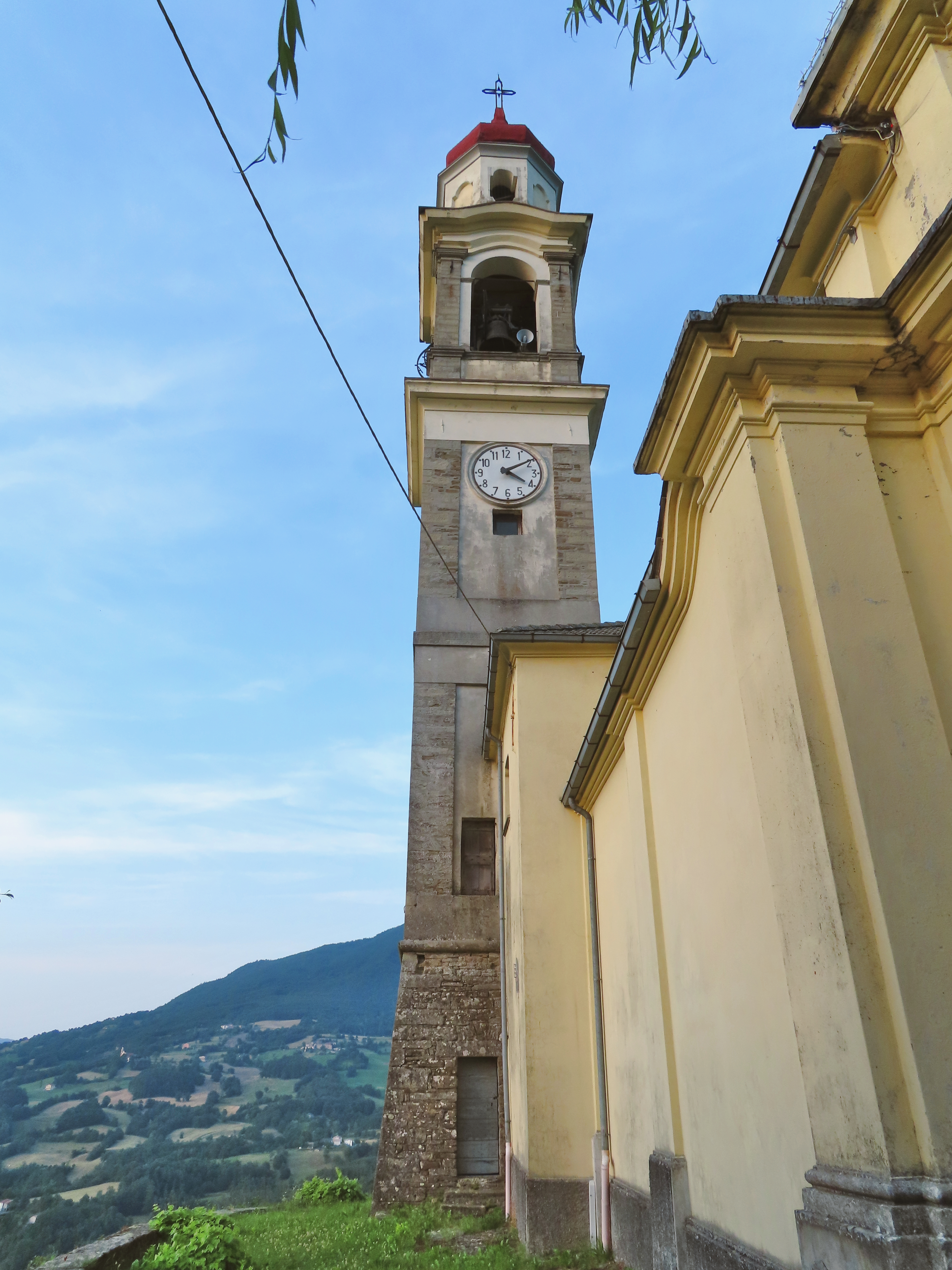
Campanile e lato nord-ovest

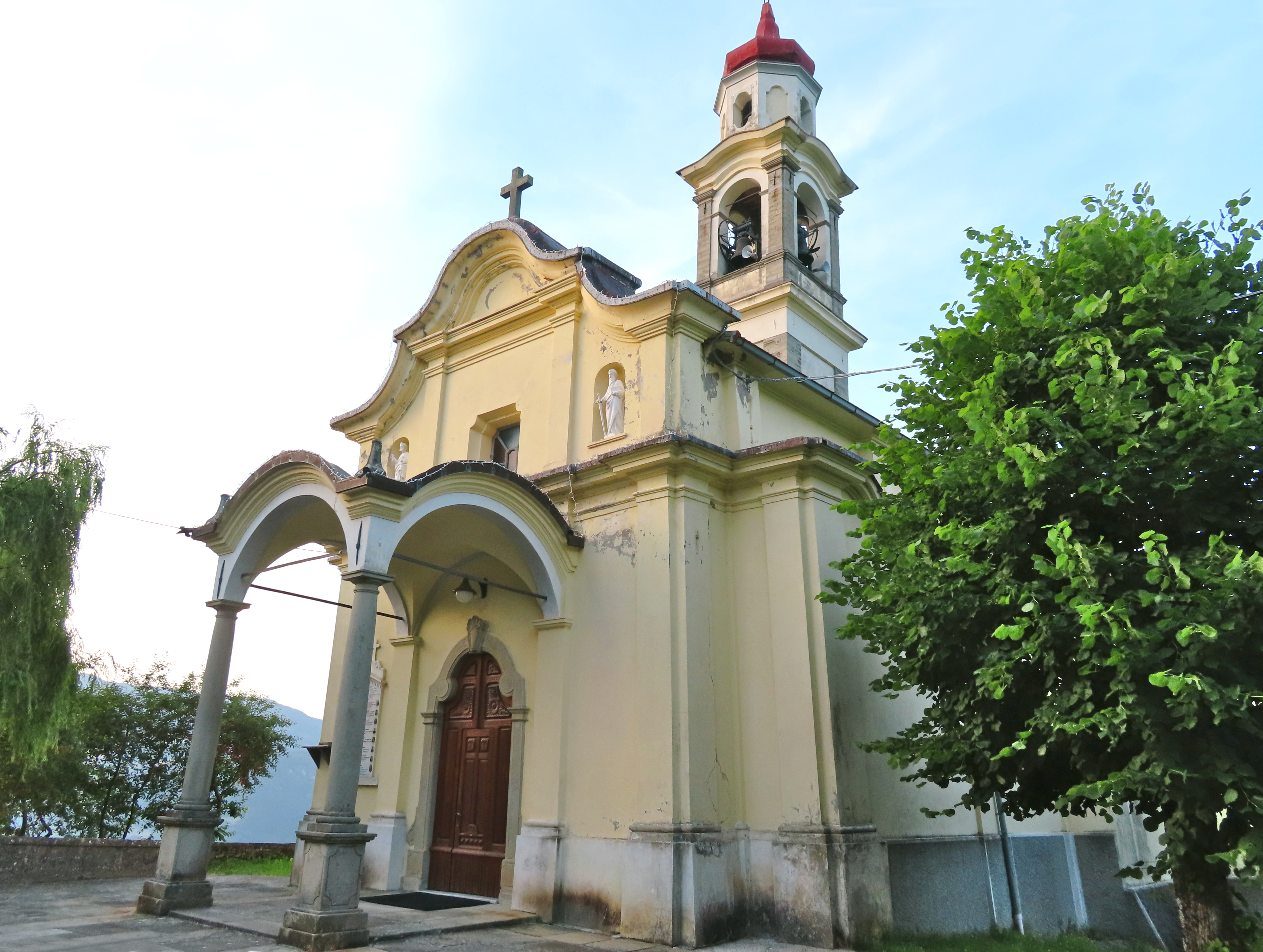
Facciata e lato sud-est

La chiesa si sviluppa su un impianto a croce latina, con una navata unica affiancata da due cappelle per lato, transetto e presbiterio absidato a ovest.
La simmetrica facciata a salienti, interamente intonacata come il resto dell'edificio, è suddivisa orizzontalmente in due parti da un cornicione in rilievo. Inferiormente si elevano quattro lesene doriche; al centro è collocato l'ampio portale d'ingresso ad arco mistilineo, delimitato da una cornice in pietra; l'accesso è preceduto da un protiro con volta a crociera, retto da due colonne doriche in pietra e affacciato sui tre lati liberi attraverso arcate a tutto sesto. Superiormente si ergono in continuità con quelle sottostanti quattro lesene doriche, di cui le due centrali a sostegno del frontone ad arco mistilineo di coronamento, sormontato da una croce; nel mezzo è posta una finestra strombata rettangolare con spigoli smussati; ai lati si trovano due nicchie ad arco a tutto sesto, contenenti rispettivamente le statue di San Pietro e San Paolo, mentre in sommità due volute si raccordano con le basse estremità.
Dai fianchi aggettano i volumi delle cappelle laterali, le cui fronti anteriori sono delimitate da lesene doriche; i due alti rami del transetto sono illuminati da due finestroni a lunetta aperti in sommità; al termine del lato sinistro si erge su due ordini, scanditi da una fascia marcapiano in rilievo, il campanile, decorato sulle estremità con lesene; la cella campanaria si affaccia sulle quattro fronti attraverso ampie monofore ad arco a tutto sesto, delimitate da lesene doriche; in sommità si eleva oltre il cornicione modanato in aggetto una lanterna a pianta ottagonale, decorata con quattro aperture rettangolari con spigoli smussati, alternate ad altrettante specchiature di forma analoga; a coronamento si staglia un pinnacolo a bulbo in rame, sormontato da una croce metallica.
Sul retro si allunga il presbiterio absidato, illuminato da un oculo ovale nel mezzo e da due monofore rettangolari ai lati.
All'interno la navata, coperta da una volta a botte dipinta, è affiancata nelle prime due campate dalle ampie arcate a tutto sesto delle cappelle, intitolate rispettivamente al confessionale e a san Luigi sulla destra e a san Giuseppe e a san Rocco sulla sinistra; ai lati si erge una serie di lesene coronate da capitelli compositi in stucco, a sostegno del cornicione perimetrale in aggetto.
I due rami del transetto, coperti da volte a botte, accolgono le cappelle dedicate alla Madonna sulla destra e a san Filastrio sulla sinistra; la crociera è chiusa superiormente da una volta a vela decorata con affreschi.
Il presbiterio, lievemente sopraelevato, è preceduto dall'arco trionfale a tutto sesto, retto da paraste composite; l'ambiente, coperto da una volta a vela dipinta, accoglie l'altare maggiore a mensa in pietra, aggiunto tra il 1970 e il 1980; sul fondo l'abside, chiusa superiormente dal catino affrescato, è scandita da lesene composite, elevate sul coro ligneo.
La chiesa conserva due pilastrini in arenaria, riutilizzati come base del primo altare sulla sinistra, e tre frammenti di lastre, rinvenuti intorno al 1980 durante i lavori di rifacimento del sagrato; gli elementi sono decorati con bassorilievi, rappresentanti elaborati intrecci circolari o quadrangolari di vimini al cui interno si trovano varie raffigurazioni, tra cui un tralcio di vite, un uccello, un cavaliere e una ruota; tutte le pietre provengono da un antico pluteo o ambone databile al VII o all'VIII secolo, distrutto in epoca imprecisata.